# Aleksandra Urošević
Aleksandra Urošević (ur. 20 lipca 2001) – serbska siatkarka, grająca na pozycji libero. Obecnie występuje w drużynie UB Volley.